# ФК Витория (Гимараеш)
Вижте пояснителната страница за други значения на Виктория.
Витория Шпорт Клубе (на португалски: Vitória Sport Clube) е португалски спортен клуб със седалище в град Гимараеш, намиращ се 40 км североизточно от Порто, Португалия. Клубът развива секции по футбол, волейбол и баскетбол. По-известен е като Витория Гимараеш (на португалски: Vitória de Guimarães) за да разграничава от Витория Фотебал Клубе от град Сетубал, известен като Витория Сетубал.

## История
Въпреки че Витория Гимараеш никога не е печелил португалското първенство по футбол или Купата на Португалия, той е един от най-значимите клубове в Португалия, състезава се в Португалска лига през последните няколко десетилетия, като редовно участва и в турнира за Купата на УЕФА. Най-лошото представяне в шампионата е през сезон 2005-06, когато отборът изпада в Лига де Онра, но през следващата година отново се връща в елита и завършва на 3-то място в крайното класиране. Участник в Шампионска лига 2008-09. Със своите общо 63 на брой участия в Португалска лига, клубът се нарежда на 5-о място във вечната ранглиста на португалския елит, след Бенфика, Порто и Спортинг Лисабон (с по 73 сезона) и Белененсеш (65).

## Успехи
- Купа на Португалия:
  -  Носител (1): 2012/13
  -  Финалист (6): 1941/42, 1962/63, 1975/76, 1987/88, 2010/11, 2016/17
- * Суперкупа на Португалия:
  -  Носител (1): 1988
  -  Финалист (3): 2011, 2013, 2017

## Международни
- Купа на УЕФА:
  - 1/4 финал (1): 1986/87
- Лига на конференциите
  -  1/8 финалист (1): 2024/25

- Troféu Villa de Gijónː
  -  Носител (1): 2012
- Troféu Juan Acuña:
  -  Носител (1): 2007
- Taça Cidade de Albufeiraː
  -  Носител (1): 2007
- Troféu Cidade de Vigoː
  -  Носител (1): 2004
- Troféu do Guadianaː
  -  Носител (1): 2001
- Troféu Memorial Quinochoː
  -  Носител (1): 1997
- Torneio Internacional Invictaː
  -  Носител (1): 1994
- Troféu Luís Oteroː
  -  Носител (1): 1974
- Troféu Somelos Helançaː
  -  Носител (1): 1969
- Troféu Clermont Ferrandː
  -  Носител (1): 1969
- Liga do Futuroː
  -  Носител (1): 2011
- Troféu Cidade de Guimarães Património Mundial da Humanidadeː
  -  Носител (1): 2007
- Taça Cidade de Vizelaː
  -  Носител (1): 2002, 2003 e 2004
- Troféu Cidade das Caldas da Rainhaː
  -  Носител (1): 2002
- Torneio Cidade da Póvoa de Varzimː
  -  Носител (2): 1986, 1988
- Taça Concórdiaː
  -  Носител (1): 1935

## Регионални
- AF Braga Taça:
  -  Носител (1): 1964/65
- AF Braga Taça de Honra:
  -  Носител (4): 1978/79, 1981/82, 1982/83, 1983/84
- Campeonato Distrital da Promoção:
  -  Носител (12): 1933/34, 1936/37, 1937/38, 1938/39, 1939/40, 1940/41, 1941/42, 1942/43, 1943/44, 1944/45, 1945/46, 1946/47

## Известни бивши футболисти
- Едуард Ераносян
- Витор Дамаш
- Силвиньо Лоуро
- Димаш Тешейра
- Паоло Бенто
- Педро Барбоса
- Нуно Капучо
- Педро Мендеш
- Фернандо Мейра
- Витор Панейра
- Бруно Алвеш
- Нуно Асиш
- Сезар Пейшото
- Марко Ферейра
- Златко Захович